# Уманець Микола Семенович
Микола Семенович Уманець (1761 — ?) — представник глухівсько-ніжинської династії Уманців, майор Російської імператорської армії.

## Життєпис
Народився Микола Уманець 1761 року в Глухові. У 1767 році батько Семен Федорович сина Миколу разом з братом Андрієм привіз до Санкт-Петербурга і віддав їх на виховання до Імператорського сухопутного шляхетського кадетський корпус (з 1800 року — 1-й кадетський корпус).
1782 року в чині поручика разом з братом Андрієм вступили до Старооскольського піхотного полку, а через п'ять років перейшли до Глухівського карабінерного полку (з листопада 1796 р. — Глухівський кірасирський полк). 22 вересня 1795 року (на рік пізніше молодшого брата) Микола Уманець отримав чин секунд-майора Після воєнної реформи імператора Павла I в 1797 році всі секунди-майори стали називатися майорами. Саме в такому чині він перебував у складі Глухівського кірасирського полку в «Списку армійським офіцерам по полках та баталіонах» за березень 1797 року. Микола Уманець так і залишився у чині майора. Зокрема, у цьому званні він значиться за 1801 рік у «Родовій книзі Чернігівського дворянства».

## Родина
Батько майбутнього полковника Федора Миколайовича Уманця.